# Jan Bogusław Niemczyk
Jan Bogusław Niemczyk (* 7. Februar 1926 in Krakau; † 25. Dezember 1990)  war ein polnischer evangelisch-lutherischer Theologe, Pfarrer der Evangelisch-Augsburgischen Kirche Polens und Hochschullehrer für Evangelische Theologie an der Christlich-Theologischen Akademie in Warschau.

## Leben und Wirken
Niemczyk war der Sohn von Wiktor Niemczyk und seiner Frau Anna, geb. Heczko. Sein Abitur legte er nach dem Ende des Zweiten Weltkrieges ab und begann danach ein Studium der Medizin. Nach einem Jahr wechselte er über zum Fach Evangelische Theologie an der Warschauer Universität. Schon während seines Studiums wurde er zum Assistenten für die Exegese des Alten Testaments und zum Lehrer für Hebräisch berufen. An der Universität Heidelberg setzte er sein Studium anschließend fort. Als er 1958 nach Polen zurückkehrte, schrieb er seine Dissertation zum Thema „Die Nachahmung Gottes im Alten Testament“ bei seinem Doktorvater Jan Szeruda und wurde zum Doktor der Theologie promoviert. Als dieser im Jahre 1960 plötzlich starb, übernahm er dessen Lehrveranstaltungen. Er wurde auch Mitglied der Kommission für die Übersetzung der Heiligen Schrift, speziell der Übersetzungen von vier Büchern des Alten Testamentes. Seit 1969 war er gleichzeitig Dozent für Neues Testament und Lehrer für Griechisch. Im Jahre 1981 wurde er zum Außerordentlichen Professor ernannt, und seither war er Rektor der Christlich-Theologischen Akademie in Warschau, aus der er 1987 ausschied.
Niemczyk war wie sein Vater Wiktor Mitglied der Christlichen Friedenskonferenz (CFK). Er arbeitete in der II. Allchristlichen Friedensversammlung (ACFV) 1964 und in der V. ACFV 1978 in Prag mit.